# روبرت كاستيلانوس
روبرت كاستيلانوس (بالإنجليزية: Robert Castellanos)‏ هو لاعب كرة قدم أمريكي، ولد في 11 مايو 1998 في بالمديل في الولايات المتحدة. لعب مع لوس انجلوس غالاكسي 2.

## وصلات خارجية
- روبرت كاستيلانوس على موقع الدوري الأمريكي (الإنجليزية)
- روبرت كاستيلانوس على موقع قاعدة بيانات كرة القدم.إي يو (الإنجليزية)
- روبرت كاستيلانوس على موقع Soccerway.com (الإنجليزية)